# Andrzej Rychard
Andrzej Konstanty Rychard (ur. 28 sierpnia 1951 w Gdańsku) – polski socjolog, profesor nauk humanistycznych, nauczyciel akademicki, dyrektor Instytutu Filozofii i Socjologii PAN, członek korespondent Polskiej Akademii Nauk.

## Życiorys
W 1974 ukończył studia z zakresu socjologii na Uniwersytecie Warszawskim. Uzyskiwał kolejne stopnie naukowe (doktora i doktora habilitowanego), a w 1993 otrzymał tytuł profesora nauk humanistycznych. Zawodowo związany z Instytutem Filozofii i Socjologii PAN, gdzie objął stanowiska profesora zwyczajnego i dyrektora tej jednostki. Był członkiem zarządu Fundacji im. Stefana Batorego, a także wykładowcą na Wydziale Nauk Humanistycznych i Społecznych SWPS.
Specjalizuje się w socjologii instytucjonalnej, socjologii organizacji oraz socjologii polityki i gospodarki. Jest autorem prac naukowych publikowanych w Polsce i za granicą, a także komentatorem życia publicznego w mediach.
Został członkiem Collegium Invisibile, przewodniczącym Komitetu Narodowego ds. Współpracy z Międzynarodową Radą Nauk Społecznych (ICSS) w ramach Polskiej Akademii Nauk oraz w 2016 członkiem korespondentem PAN. W latach 1997–2001 był członkiem Rady Programowej Centrum Monitoringu Wolności Prasy.

## Odznaczenia
Odznaczony Złotym Krzyżem Zasługi (1996).

## Wybrane publikacje
- Legitymacja. Klasyczne teorie i polskie doświadczenia. Praca zbiorowa (współredaktor), PTS-UW, Warszawa 1988.
- Władza i interesy w gospodarce polskiej u progu lat osiemdziesiątych, Oficyna Naukowa, Warszawa 1995.
- Czy transformacja się skończyła ? Powstawanie nowego ładu w perspektywie socjologii zmiany instytucjonalnej, IBGR, Warszawa 1996.
- Elementy nowego ładu (współredaktor), IFiS PAN, Warszawa 1997.
- Jak żyją Polacy (współredaktor), IFiS PAN, Warszawa 2000.
- Niepokoje polskie (współredaktor), IFiS PAN, Warszawa 2000.
- Strukturalne podstawy demokracji. Praca zbiorowa (redaktor), IFiS PAN, Warszawa 2008.
- Legitymizacja w Polsce. Nieustający kryzys w zmieniających się warunkach? (współredaktor), IFiS PAN, Warszawa 2010.